# 東京ミッドナイトエクスプレス京都号
東京ミッドナイトエクスプレス京都号（とうきょうミッドナイトエクスプレスきょうとごう）は、東京都と京都府京都市・大阪府枚方市を結ぶ夜行高速バス路線である。
本項では、かつて運行されていた「東京ミッドナイトエクスプレス宇治号」についても記載する。

## 運行事業者
- 関東バス（丸山営業所）

### 過去の運行事業者
- 京阪バス（枚方営業所）

## 運行経路

### 現行
東京大手町（グランキューブ） - 東京駅丸の内（三菱ビル） - バスタ新宿 - 渋谷マークシティ - 山科駅 - 三条京阪 - 京都駅八条口（ホテル京阪前） - 樟葉駅 - 京阪枚方市駅（北口） - 京阪バス枚方営業所
- 途中休憩はなし（乗務員交代のみ）
- 2019年5月15日より、東京大手町と東京駅丸の内に延伸。停留所は誘致した三菱地所のビルに隣接する。

### 2008年12月ダイヤ改正以前
東京ミッドナイトエクスプレス宇治号
新宿高速バスターミナル - 渋谷マークシティ - 京阪宇治駅 - JR宇治駅 - 近鉄大久保駅 - 京阪樟葉駅 - 京阪枚方市駅 - JR高槻 - 阪急高槻 - 京阪バス枚方営業所
- 新宿行はJR高槻駅・阪急高槻駅の停車順序が逆であった。

東京ミッドナイトエクスプレス京都号
新宿高速バスターミナル - 渋谷マークシティ - 山科駅 - 三条京阪 - 京都駅八条口 - 京阪枚方市駅 - 京阪バス枚方営業所

## 歴史
- 1989年（平成元年）12月20日 : 運行開始。当時の京阪バスの配布物のキャッチコピーは「新宿さん、こんにちは。近くなった枚方です」[2]。
- 1990年（平成2年）3月20日 : 京都駅八条口経由に変更。
- 1992年（平成4年）4月1日 : 「宇治号」運行開始（当初は学研都市田辺も経由。後に田辺経由を廃止）。
- 1999年（平成11年）頃 : 東京側の運行会社が関東バスから子会社のケイビーバスへ移管。
- 2002年（平成14年）4月22日 : 「きょうと号」「宇治号」共通で渋谷マークシティ、「きょうと号」がJR高槻・阪急高槻に、「宇治号」が樟葉駅にそれぞれ停車を開始[3][4]。
- 2005年（平成17年）5月9日 : 「きょうと号」を「東京ミッドナイトエクスプレス京都号」に、「宇治号」を「東京ミッドナイトエクスプレス宇治号」にそれぞれ愛称を変更。JR高槻・阪急高槻に停車する路線を、東京ミッドナイトエクスプレス宇治号に変更[5][6]。
- 2008年（平成20年）12月9日 : 東京ミッドナイトエクスプレス宇治号の運行休止。これに伴い、東京ミッドナイトエクスプレス京都号が樟葉駅に停車を開始[7]。
- 2009年（平成21年）11月1日 : 東京側の運行会社がケイビーバスから親会社の関東バスへ移管。これにより運行開始当時の運行会社に戻る。
- 2016年（平成28年）4月4日 : 東京側の起終点を、この日から新たに開業したバスタ新宿に変更。
- 2019年（令和元年）5月15日 : 東京側の起終点を東京大手町まで延伸。東京駅丸の内に停車を開始[1]。
- 2020年（令和2年）4月7日：新型コロナウイルス感染拡大の影響により、この日の出発便より当面の間運休[8][9]。なお、多客期には運行再開することがあったものの、運休中の2022年6月1日に京阪バスは運行より撤退し、次回運行再開時より関東バス単独運行となる[10]。

## 車両
関東バス・京阪バス共に3列独立シートのハイデッカー、スーパーハイデッカーを使用する。関東バスは日野・セレガRを基本とし、多客期は三菱ふそう・エアロキング（ダブルデッカー）で運行する場合もある。京阪バスは2007年3月に当路線専用のニューセレガを3台導入したが、その後経年により他路線に転用。2016年に代替として同じくニューセレガを2台導入したが、2022年の撤退時に運用を終えた。今後、京阪の車両は他路線に転用もしくは廃車売却される予定。

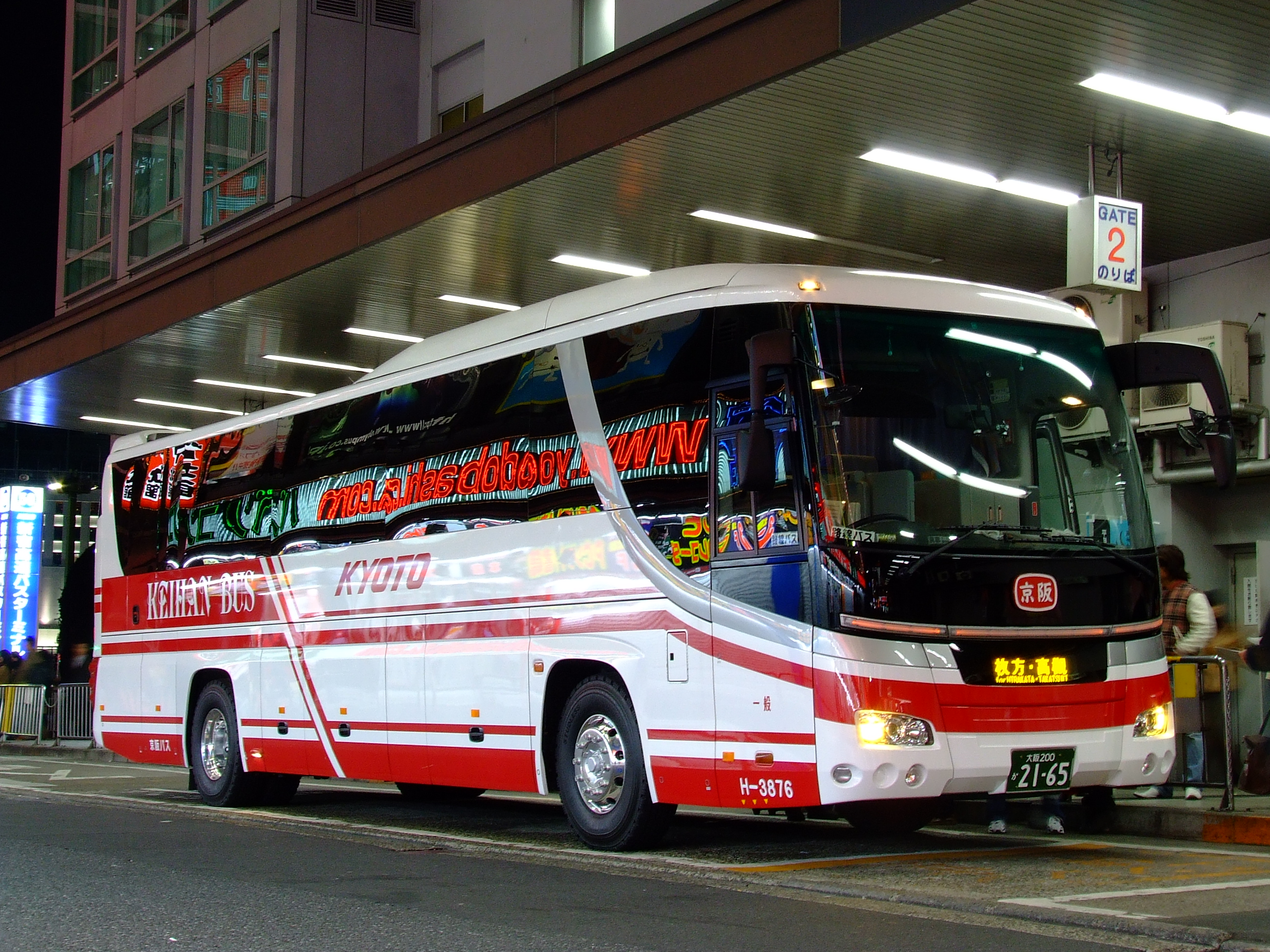
東京ミッドナイトエクスプレス宇治号（京阪バス）
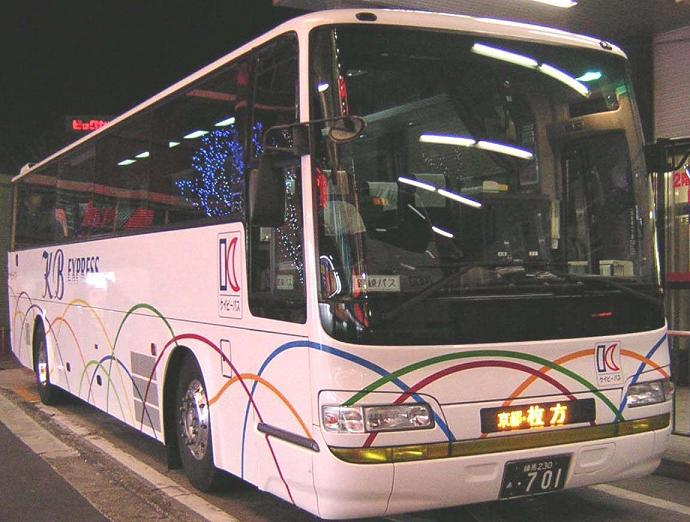
東京ミッドナイトエクスプレス京都号（ケイビーバス）
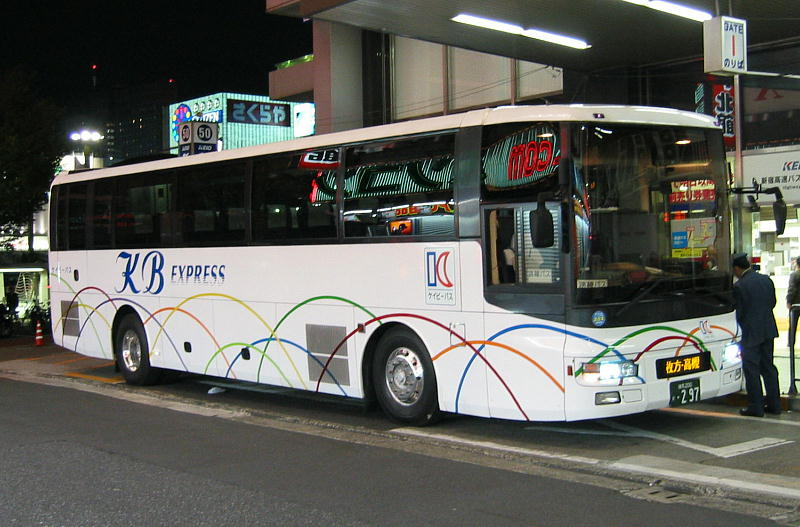
東京ミッドナイトエクスプレス宇治号（ケイビーバス）

## 所要時間
東京ミッドナイトエクスプレス宇治号
- 廃止直前時点 - 下り9時間7分、上り9時間15分

東京ミッドナイトエクスプレス京都号
- 2017年6月改正時点 - 下り8時間25分、上り8時間38分
- 2019年5月改正時点 - 下り9時間15分、上り9時間15分（路線を東京大手町に延伸）

## キャンペーン
- 2007年6月以降、毎年一定期間の閑散期かつ休前日以外の月～木曜日の乗車に限り、キャンペーンとして運賃が5,980円に割引するサービスを実施していたが、2014年10月以降は4段階の運賃のうC区分」を同額で設定している[11]
- ポイントカードを発行し、10回乗車してスタンプを集めると1回分の乗車券として使用できることになっていた。上記運休に伴って、同カードの有効期限を最終乗車日より1年以内から運行再開日より1年以内と変更している。（対象は最終乗車日が2019年4月8日以降のカード）
- 2017年9月以降、京都での降車客に地下鉄・バス一日券の割引券を配布している。